# ステラデウス
『ステラデウス』（STELLA DEUS）は、2004年10月28日にアトラスより発売されたPlayStation 2用のゲームソフト。

## 概要
キャラクターデザインおよびアートディレクションを『デビルサマナー ソウルハッカーズ』や『ペルソナ2』でサブキャラクターのデザインを手がけた副島成記が担当している。それまでは金子一馬の弟子として、金子のイラストに近い絵柄のイラストを描いていた副島が、自身のタッチを初めて公開した作品である。

## ストーリー
レーバ大陸－ここでは古より「虚無の海」と呼ばれる白い恐怖に脅かされてきた。この白い霧に包まれた地は白塵と化し全てが霧散してしまう。これに対し「エクウェ教」は滅びから逃れることはできず、滅びを静かに受け入れた者は神の元に召されると説き、安らかなる終末の思想を説いた。
一方、「ディグニス」は独自の軍を組織し、「無気力からの解放」と称し神聖フォルナーレ王国を滅ぼし、さらに無気力な者たちを次々と虐殺していった。物語はディグニスの軍が「スフィーダ」の村にやって来た所から始まる。

## 登場キャラクター

### プレイヤーキャラクター
スフィーダ
声 - 高橋直純
本作の主人公。亡き父より受け継いだ2本の刀を使う金髪の少年。
リーン
声 - 川澄綾子
本作のヒロイン。「虚無の海」の侵食を食い止めようとしている黒髪の少女。
ヴィゼ
声 - 小杉十郎太
失われた王国の秘技「錬金術」にて虚無の海の侵食を止め、世界を救おうとしている男性。
アドニス
声 - 豊口めぐみ
片腕が錬金術によって作られており、そのことにコンプレックスを持っている少女。
グレイ
声 - 堀川りょう
クールな性格で皮肉屋の青年。アドニスに惚れている気がある。

### 敵キャラクター
ディグニス
声 - 大塚明夫
末世の英雄と呼ばれている覇王。「滅び」に対し戦いと破壊で憎むべき世界に抗おうとしている。

## スタッフ
- シナリオ監修／水野良
- アートディレクション、キャラクターデザイン／副島成記
- 作曲／崎元仁、岩田匡治

## 携帯電話版

### ステラデウス 漆黒の精霊
『ステラデウス 漆黒の精霊』（ステラデウス しっこくのせいれい）はPS2用の「ステラデウス」を元にした携帯電話用のアプリゲーム。アトラスモバイルコンテンツで配信されている。PS2版同様のシミュレーションRPGで、ストーリーはオリジナル。PS2版ではキャラクター育成用のステージだった「試練の洞窟」にスポットをあて、全50ステージが用意されている。
ゲームシステムはPS2版のものを基本的に継承しており、AP（アクションポイント）によるRAPバトルやアイテム合成などの要素も継承している。評価の高かった崎元仁、岩田匡治の楽曲も再現されている。

### ステラデウス 錬金術の時間
『ステラデウス 錬金術の時間』（ステラデウス れんきんじゅつのじかん）は携帯電話アプリゲーム『ステラデウス 漆黒の精霊』の続編。
iモード版の前作「漆黒の精霊」は裁量性アプリだったが、本作はS!アプリ版と同様に「ウリキリアプリ」として落としきりとなっている。